# 関東労災病院

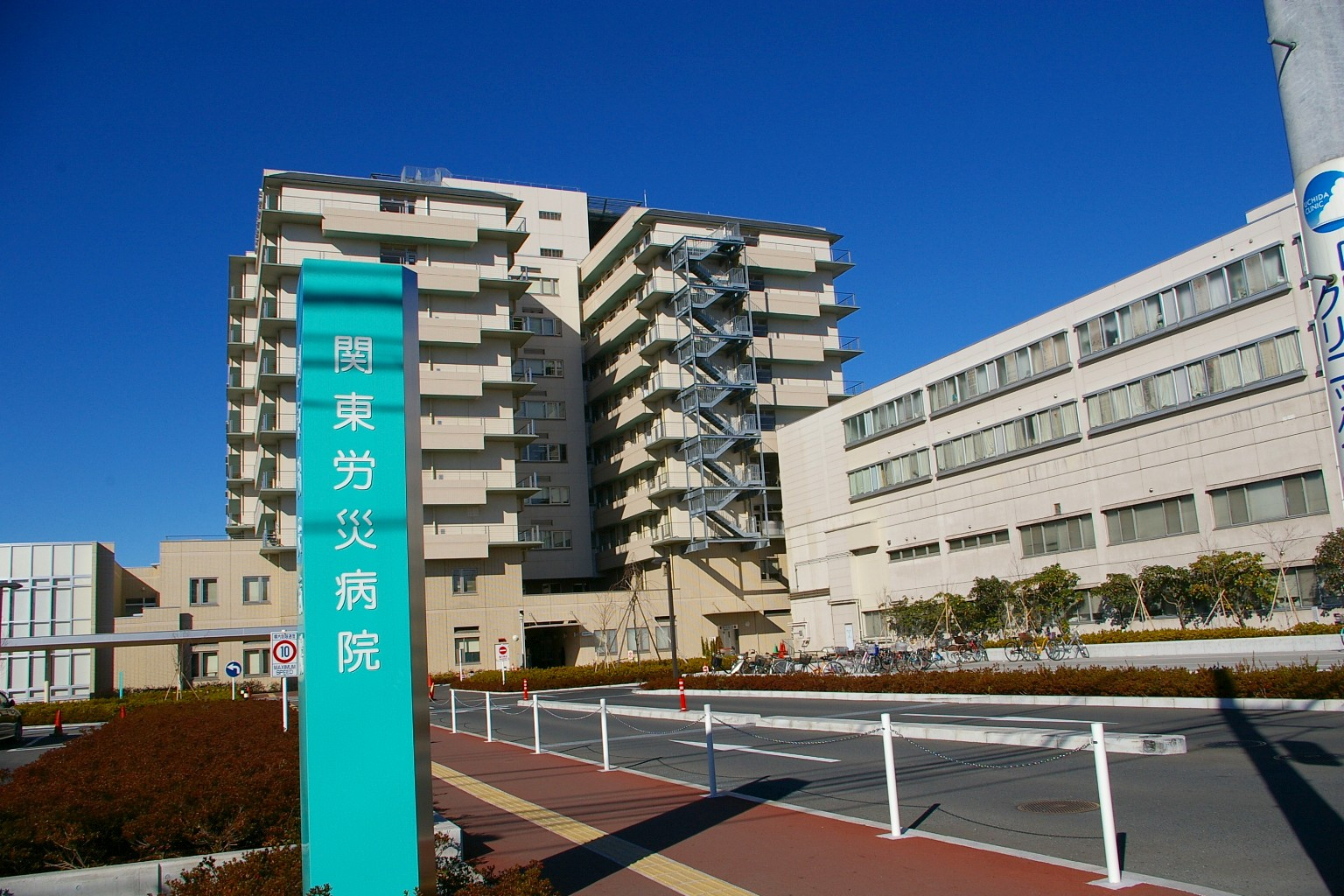

関東労災病院（かんとうろうさいびょういん）は神奈川県川崎市中原区に存在する医療機関。独立行政法人労働者健康安全機構が運営する労災病院である。

## 沿革
1953年（昭和28年）、神奈川県及び川崎市は、京浜重化学工業地帯における労働災害による被災労働者対策と地域医療の充実を図るため労災病院の誘致運動を行い、これを受けて労働省（当時）は1954年（昭和29年）、関東地区のセンター病院として関東労災病院を設置することとした。病院設置に当たっては、神奈川県、川崎市はもとより、土地所有者であった東京急行電鉄株式会社、その他関係者の物心両面に亘る理解と協力が現在地選定の大きな力となった。

## 診療科目

### 内科系
- 消化器内科
- 総合内科
- 呼吸器内科
- 神経内科
- 循環器内科
- 血液内科
- 糖尿病・内分泌内科
- 腎臓内科
- 腫瘍内科
- 感染症内科

### 外科系
- 外科・消化器外科
- 整形外科・脊椎外科
- スポーツ整形外科
- 呼吸器外科
- 脳神経外科
- 乳腺外科（ブレストセンター）
- 形成外科
- 心臓血管外科
- 麻酔科

### その他診療科
- 救急集中治療科
- リハビリテーション科
- スポーツメンタル科
- 産婦人科
- 耳鼻咽喉科・頭頚部外科
- 眼科
- 皮膚科
- 泌尿器科
- 小児科
- 精神科
- 歯科口腔外科
- 放射線診断科
- 健康診断部

## 医療機関の指定・認定
- 保険医療機関[1]
- 労災保険指定医療機関[1]
- 指定自立支援医療機関（更生医療）[1]
- 指定自立支援医療機関（育成医療）[1]
- 指定自立支援医療機関（精神通院医療）[1]
- 身体障害者福祉法指定医の配置されている医療機関[1]
- 精神保健指定医の配置されている医療機関[1]
- 生活保護法指定医療機関[1]
- 結核指定医療機関[1]
- 指定養育医療機関[1]
- 原子爆弾被害者医療指定医療機関[1]
- 原子爆弾被害者一般疾病医療取扱医療機関[1]
- 公害医療機関[1]
- 母体保護法指定医の配置されている医療機関[1]
- 地域医療支援病院[1]
- 災害拠点病院[1]（地域[2]）
- 臨床研修病院[1]
- 臨床修練病院等[1]
- がん診療連携拠点病院[1]（国指定[3]）
- 特定疾患治療研究事業委託医療機関[1]
- DPC対象病院[1]
- 救急告示病院[4]
- 公益財団法人日本医療機能評価機構認定病院[5]
- NPO法人卒後臨床研修評価機構認定証発行病院[6]
- このほか、各種法令による指定・認定病院であるとともに、各学会の認定施設でもある。

## 不祥事
2020年に新型コロナウイルス患者受け入れに対する新型コロナウイルス感染症緊急包括支援交付金を22億1114万円を不正受給していたことが、2022年11月、会計検査院により指摘された。
近隣の川崎市立多摩病院も会計検査院より不正受給を指摘された。

## 交通アクセス
- 東急東横線・目黒線「元住吉駅」より徒歩6分。
- 東急東横線・目黒線「武蔵小杉駅」南口より徒歩15分。
- JR南武線「武蔵小杉駅」東口より徒歩17分。
- JR横須賀線「武蔵小杉駅」新南改札口より徒歩15分。
- 川崎市営バス「杉01」・「杉02」・「杉03」・「杉04」・「川66」
  - 臨港バス「川53」・「川54」・「川55」・「川60」・「川61」・「元02」・「原62」（1日3本）の各系統で「労災病院前」バス停下車後徒歩2分程度

## 周辺
- 綱島街道（沿線）
- 川崎市立東住吉小学校
- 中原平和公園